# Memphremagog
Memphremagog (anglicky Lake Memphremagog, francouzsky Lac Memphrémagog) je jezero ležící na hranici Kanady a Spojených států amerických, které je pozůstatkem velkého proglaciálního jezera z ledové doby Würm. Je výrazně protáhlé v severojižním směru, dosahuje délky přes 50 kilometrů a maximální šířky 3 km, má celkovou rozlohu 110 km². Název znamená v řeči původních obyvatel Abenakiů Velká vodní plocha.
Jezero je zdrojem pitné vody pro zhruba 200 000 lidí. Jeho povodí zaujímá plochu 1777 km² a je rozděleno mezi stát Vermont, kde leží města Newport a Derby, a kanadskou provincii Québec se správní oblastí Memphrémagog Regional County Municipality. Z jezera vytéká na severním konci řeka Magog, sekundární přítok řeky svatého Vavřince. Okolí je převážně kopcovité, intenzivní zemědělství vede ke znečištění vod jezera sloučeninami fosforu, šíří se také invazivní druhy jako stolístek nebo slávička mnohotvárná.
Průměrná hloubka jezera se pohybuje mezi deseti a dvaceti metry, nejhlubší místo se nachází nedaleko mysu Jewett Point na severním konci jezera a dosahuje 107 m. Na jezeře se nachází dvacet ostrovů, největším je Province Island, kterým prochází státní hranice. Na pobřeží se v minulosti nacházelo množství majáků, jediným zachovalým je Wadleigh's Point Lighthouse. Jezero je vyhledáváno za účelem rekreace, nabízí možnosti provozování vodních sportů nebo rybolovu (losos obecný, okounek pstruhový, sumeček černý, štika černá, slunečnice pestrá). Návštěvníky láká také legenda o kryptidovi zvaném Memphre, popisovaném jako obří ještěr s dlouhým krkem, který byl obyvateli z okolí údajně mnohokrát pozorován.